# سوروا

سوروا شهری در شهرستان سانابا در استان بانوا در بورکینافاسوی غربی است و جمعیت آن ۶۹۹ نفر است.